# Joseph Margolis
Joseph Zalman Margolis (Newark (New Jersey), 16 mei 1924 – Philadelphia (Pennsylvania), 8 juni 2021) was een Amerikaans filosoof van Joodse afkomst. In zijn filosofie zette hij een vorm van historicisme en Amerikaans pragmatisme uiteen. Daarnaast verdedigde hij ook een vorm van relativisme, namelijk het robust relativism.
Gevormd in de analytische filosofie, interesseerde hij zich in het begin van zijn carrière vooral in het werk van Ludwig Wittgenstein en W.V. Quine. Zijn eerste werken hadden echter vooral betrekking op de esthetica. Vervolgens hield hij zich bezig met de geschiedfilosofie (en vooral die van Hegel) dat hij verbond met het pragmatisme van C. S. Peirce en John Dewey. 
In verband met zijn relativisme beriep hij zich op het werk van vroege sofisten zoals Protagoras. Protagoras' opvatting van de werkelijkheid als een 'flux' (the flux), vond hij ook terug bij William James. Beiden legden de nadruk erop dat het denken altijd van historische aard is. Dat wil zeggen dat het denken altijd fluctuerend en relatief is, bepaald door de concrete sociaal-historische situatie. Deze opvatting contrasteerde hij met het klassieke idee binnen de filosofie dat kennis altijd stabiel en permanent is.
Margolis overleed op 8 juni 2021 op 97-jarige leeftijd aan hartfalen.